# NGC 484
NGC 484 è una galassia ellittica situata nella costellazione del Tucano a una distanza di circa 218 milioni di anni luce dalla Terra.
Fu scoperta il 28 ottobre 1834 da John Herschel.